# Microsoft Azure
Microsoft Azure, nebo jen Azure je cloudová platforma společnosti Microsoft. Využívá se k vytváření, hostování a škálování webových aplikací prostřednictvím datových center Microsoftu. Windows Azure tak nabízí tzv. Microsoft Online Services – balík online aplikací fungujících jako služby (bez instalace), které umožňují výměnu dat, sdílení, online komunikaci (online konference), atd., to vše založené na bázi cloudu. Všechny tyto nabízené aplikace a služby se rozdělují do tří obchodních značek: Windows Azure, SQL Azure a AppFabric.

## Přehled
Microsoft Azure implementuje cloudové modely Platformy jako služba (PaaS) a Infrastruktury jako služba (IaaS). Lze využívat jak služby třetích stran, tak Microsoft služby jako model Software jako služba (SaaS). Funkčnost platformy Microsoft Azure zajišťuje globální síť distribuovaných datových center Microsoft.
Kromě základních funkcí operačních systémů nabízí Microsoft Azure také další: alokaci zdrojů na vyžádání pro škálování, automatickou synchronní replikaci dat pro zvýšení odolnosti vůči poruchám, zpracování selhání infrastruktury pro zajištění neustálé dostupnosti a další.
Model poskytování infrastruktury (IaaS) umožňuje pronajímat zdroje, jako jsou servery, datová úložiště a síťové zařízení. Správu celé infrastruktury provádí poskytovatel, spotřebitel spravuje pouze operační systém a nainstalované aplikace. Seznam služeb Azure má stovky položek a je průběžně rozšiřován.

Pro virtuální stroje jsou k dispozici obrazy následujících operačních systémů: Windows Server, CoreOS, Ubuntu Server, Red Hat, Clear Linux OS, Debian, SUSE Linux Enterprise Server, Oracle Linux.
Téměř všechny služby Microsoft Azure mají rozhraní pro komunikaci API postavené na omezeních pro distribuované systémy REST, což umožňuje vývojářům používat cloudové služby z jakéhokoli operačního systému, zařízení a platformy.
Kromě toho mohou uživatelé vytvářet a spravovat vlastní služby pomocí vizuálního webového rozhraní portálu Azure. Portál umožňuje konfigurovat služby, upravovat oprávnění, sledovat stav zdrojů a spravovat fakturaci.

## Fungování

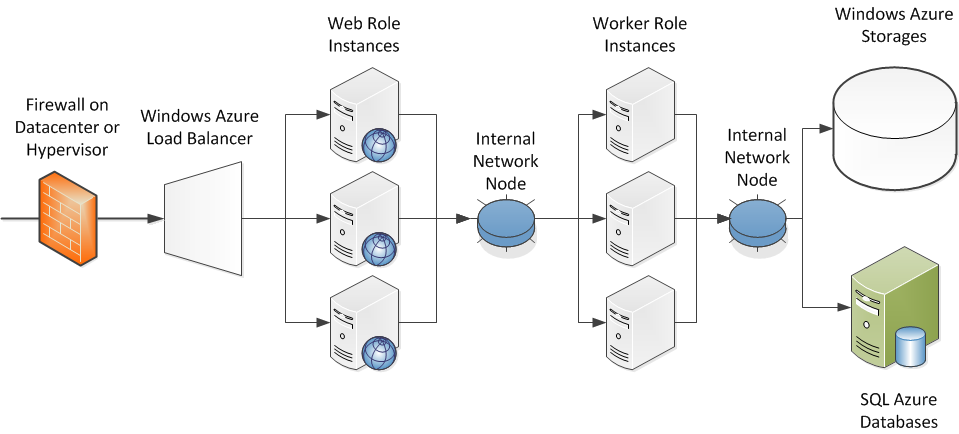
Architektura sítě a výpočtů Windows Azure

Windows Azure Platform, potažmo Windows Azure jako operační systém, využívá těchto pět služeb:
- Live Services (zahrnuje většinu cloud aplikací)
- SQL Azure (uchování dat, úložiště, apod.)[6]
- AppFabric (zahrnuje mnoho dalších služeb týkajících se přímé funkce systému)
- SharePoint Services (webový portál)
- Dynamics CRM Services (služba ke spravování marketingových záležitostí)

## Podporované jazyky a vývojové platformy
Pro podporované programovací jazyky a vývojové platformy Microsoft poskytuje sady knihoven. V současné době jsou podporovány následující programovací jazyky a vývojové platformy:
- .NET Cloudová platforma Azure podporuje vývojovou platformu .NET, která také vznikla a je udržována společností Microsoft. Tyto technologie mohou být použity společně k vytvoření a nasazení webových aplikací, vytvoření bezserverových funkcí Azure, připojení a dotazování do SQL databází, správu SQL API v Azure Cosmos DB, nasazení aplikací v Service Fabric[7] a další.
- Java Programovací jazyk Java je integrován s Azure. Je vhodný pro tvorbu a nasazování webových aplikací, práci s databázemi, interakci se službovou sběrnicí, internetem věcí, kognitivními službami[8] a další. Pro konfiguraci vývojového prostředí a použití Azure s Javou musí vývojář mít účet v cloudu, Azure Cloud Shell nebo Azure CLI 2.0, Java 8 a Maven 3.
- Node.js (JavaScript) Programovací jazyk JavaScript a jeho serverový framework Node.js jsou integrovány s Azure. V rámci této spolupráce jsou k dispozici vývoj a nasazení aplikací, řešení pro ukládání dat, zabezpečení infrastruktury, monitoring a logování, zasílání zpráv, internet věcí, kognitivní služby, tvorba DevOps paradigmatu a další.[9]
- Python Programovací jazyk Python je podporován v cloudu Azure. V rámci této platformy lze použít pro tvorbu a nasazení aplikací, práci s daty pomocí Cosmos DB, Redis, SQL Azure, PostgreSQL a MySQL, tvorbu algoritmů umělé inteligence a strojového učení, zabezpečení infrastruktury[9] a další.[10]
- PHP Jazyk PHP momentálně nabízí v cloudu Azure nejmenší funkčnost ve srovnání s ostatními integrovanými jazyky. Vývojáři mohou vytvořit a nasadit webovou aplikaci PHP v Azure.[11]
- Go Kromě jiných možností lze s použitím programovacího jazyka Go nasazovat virtuální stroje, ukládat objekty do úložiště BLOB, připojovat se k databázím SQL Azure, PostgreSQL a MySQL.[12]

## Cena
Cloudové služby Microsoft Azure jsou poskytovány podle modelu „platba za skutečné využití“: cena cloudové služby je určena spotřebovanými prostředky. Obvykle jsou potřeba tři druhy zdrojů pro provádění aplikace – pro výpočty, pro ukládání dat a pro výměnu dat. Od června 2013 je spotřeba výpočetních prostředků Microsoft Azure (efektivní doba běhu virtuálních strojů, cloudových služeb, mobilních služeb nebo webových stránek) počítána a platí se na minutu, ne každou hodinu, jak tomu bylo dříve. Od června 2013 se také neúčtuje poplatek za zastavený virtuální stroj.

## Historie
- Říjen 2008 — Anonce Windows Azure Platform[14]
- Březen 2009 — Anonce SQL Azure Relational Database[15]
- 09. října , 2009 — Microsoft sloučíl oddělení Windows Server a Azure[16]
- 1. února 2010 — Windows Azure Platform se stala komerčně dostupnou[17]
- Červen 2010 — Aktualizace Windows Azure, podpora .NET Framework 4, OS Versioning, CDN, aktualizace SQL Azure[18]
- Říjen 2010 — Vylepšení platformy, uvedení Windows Azure Connect, zlepšení prostředí pro vývojáře a IT profesionály[19]
- Červenec 2014 — Vydána veřejná preview verze Azure Machine Learning[20]
- Listopad 2014 — Nastaly technické potíže na platformě, které ovlivnily Azure Storage a další služby, včetně virtuálních strojů[21]
- Září 2015 — Představen Azure Cloud Switch, cross-platform Linux distribuce[22]
- Prosinec 2015 — Uveden Azure ARM Portal (kódovým názvem „Ibiza“)[23]
- Březen 2016 — Azure Service Fabric se stala veřejně dostupnou[24]
- Září 2017 — Byl představen nový logo a Manifest Microsoft Azure[25]
- 16. července 2018 — Byla vydána veřejná preview verze Azure Service Fabric Mesh[26]
- 24. září 2018 — Microsoft Azure IoT Central se stala veřejně dostupnou[27]
- 10. října 2018 — Microsoft se připojil k linux-orientované skupině Open Invention Network[28]
- 17. dubna 2019 — Byla uvedena služba Azure Front Door Service[29]
- 07. listopad 2023 — Podpora duálního stacku v Azure CNI Overlay pro AKS[30]

## Datacentr
K červenci 2019 byla cloudová platforma Microsoft Azure dostupná ve 54 regionech a 140 zemích. Datová centra byla umístěna ve 15 zemích.
| Amerika                             | Evropa                                                  | Asie-Tichomoří                                      | Střední východ a Afrika                           |
| ----------------------------------- | ------------------------------------------------------- | --------------------------------------------------- | ------------------------------------------------- |
| - Spojené státy - Kanada - Brazílie | - Francie - Velká Británie - Německo - Švýcarsko Norsko | - Austrálie - Čína - Indie - Japonsko - Jižní Korea | - Spojené arabské emiráty - Jihoafrická republika |

## Konkurenti
- Amazon Web Services [32]
- Google Cloud Platform
- Heroku
- Force.com
- VMware
- Rackspace Cloud
- GoGrid